# Czarny Piotruś (film)
Czarny Piotruś (czes. Černý Petr) – czechosłowacki komediodramat z 1963 roku w reżyserii Miloša Formana, jeden z pierwszych filmów z nurtu czechosłowackiej Nowej Fali.
Film był pełnometrażowym debiutem czeskiego reżysera – zrealizowany wcześniej w 1963 roku średniometrażowy dokument Konkurs składał się z dwóch krótszych etiud. Podstawą scenariusza Czarnego Piotrusia była powieść Jaroslava Papouška pod tym samym tytułem. Film był kręcony od lipca do połowy września 1963 r. głównie w Kolínie z udziałem aktorów niezawodowych. Ważnymi elementami techniki reżyserskiej były improwizacja i dokumentalna obserwacja środowiska.

## Zarys fabuły
Nastoletni Petr (Ladislav Jakim) podejmuje pierwszą w swym życiu pracę. Znajduje zatrudnienie w sklepie, którego kierownik każe mu śledzić klientów podejrzewanych o kradzież. Nie wywiązuje się z tego zadania, co spotyka się z ostrymi wymówkami jego ojca (Jan Vostrčil). Spotyka się z dziewczyną na pływalni, wieczorem idą razem na potańcówkę, gdzie spotykają m.in. Čendę (Vladimír Pucholt). Następnego dnia chłopak wraca do pracy.

## Obsada
- Ladislav Jakim jako Piotruś
- Pavla Martínková jako Aša
- Jan Vostrčil jako ojciec Piotrusia
- Božena Matušková jako matka Piotrusia
- Pavel Sedláček jako Lada
- Vladimír Pucholt jako Čenda
- Zdeněk Kulhánek jako Kudrnáček
- František Kosina jako kierownik sklepu

## Nagrody i festiwale
- 1964 – Międzynarodowy Festiwal Filmowy w Locarno, Grand Prix „Złoty Żagiel”[5][6]
- 1964 –  Międzynarodowy Festiwal Filmowy w Locarno, Nagroda Młodej Krytyki[5]
- 1964 – 25. Międzynarodowy Festiwal Filmowy w Wenecji, Nagroda Włoskich Klubów Filmowych[5][6] oraz nagroda czasopisma Cinema '60[6]
- 1965 – XI Międzynarodowy Festiwal Filmów Krótkometrażowych w Oberhausen, Nagroda Młodej Krytyki Filmowej za najlepszy debiut[6] oraz nagroda za najlepszy film zagraniczny[6]